# Pione lampa
Pione lampa är en svampdjursart som först beskrevs av de Laubenfels 1950.  Pione lampa ingår i släktet Pione och familjen borrsvampar.
Artens utbredningsområde är Bermuda. Inga underarter finns listade i Catalogue of Life.